# Bakshev Ridge
Bakshev Ridge är en bergstopp i Antarktis. Den ligger i Sydshetlandsöarna. Argentina, Chile och Storbritannien gör anspråk på området.
Terrängen runt Bakshev Ridge är mycket platt. Trakten är obefolkad. Det finns inga samhällen i närheten. 